# 4129 Richelen
4129 Richelen è un asteroide della fascia principale. Scoperto nel 1988, presenta un'orbita caratterizzata da un semiasse maggiore pari a 2,5655089 UA e da un'eccentricità di 0,2513684, inclinata di 7,11544° rispetto all'eclittica.